# Matan Peleg
Matan Peleg (in ebraico מתן פלג‎?; 11 novembre 1993) è un calciatore guatemalteco con cittadinanza israeliana, difensore dell'Hapoel Rishon LeZion.

## Biografia
Peleg è nato in Guatemala, ma all'età di due anni è stato adottato da una famiglia israeliana ed è cresciuto nel kibbutz di Sha'ar HaGolan.

## Carriera

### Nazionale
Il 4 giugno 2021 ha esordito con la nazionale guatemalteca giocando l'incontro vinto 10-0 contro Saint Vincent e Grenadine, valido per le qualificazioni al campionato mondiale di calcio 2022.

## Statistiche

### Cronologia presenze e reti in nazionale
| Cronologia completa delle presenze e delle reti in nazionale ― Guatemala | Cronologia completa delle presenze e delle reti in nazionale ― Guatemala | Cronologia completa delle presenze e delle reti in nazionale ― Guatemala | Cronologia completa delle presenze e delle reti in nazionale ― Guatemala | Cronologia completa delle presenze e delle reti in nazionale ― Guatemala | Cronologia completa delle presenze e delle reti in nazionale ― Guatemala | Cronologia completa delle presenze e delle reti in nazionale ― Guatemala | Cronologia completa delle presenze e delle reti in nazionale ― Guatemala |
| Data                                                                     | Città                                                                    | In casa                                                                  | Risultato                                                                | Ospiti                                                                   | Competizione                                                             | Reti                                                                     | Note                                                                     |
| ------------------------------------------------------------------------ | ------------------------------------------------------------------------ | ------------------------------------------------------------------------ | ------------------------------------------------------------------------ | ------------------------------------------------------------------------ | ------------------------------------------------------------------------ | ------------------------------------------------------------------------ | ------------------------------------------------------------------------ |
| 4-6-2021                                                                 | Città del Guatemala                                                      | Guatemala                                                                | 10 – 0                                                                   | Saint Vincent e Grenadine                                                | Qual. Mondiali 2022                                                      | -                                                                        |                                                                          |
| 8-6-2021                                                                 | Willemstad                                                               | Curaçao                                                                  | 0 – 0                                                                    | Guatemala                                                                | Qual. Mondiali 2022                                                      | -                                                                        | 78’                                                                      |
| 26-6-2021                                                                | Los Angeles                                                              | El Salvador                                                              | 0 – 0                                                                    | Guatemala                                                                | Amichevole                                                               | -                                                                        |                                                                          |
| 3-7-2021                                                                 | Fort Lauderdale                                                          | Guatemala                                                                | 4 – 0                                                                    | Guyana                                                                   | Qual. Gold Cup 2021                                                      | -                                                                        | 60’                                                                      |
| Totale                                                                   |                                                                          | Presenze                                                                 | 4                                                                        |                                                                          | Reti                                                                     | 0                                                                        |                                                                          |